# Loisy-en-Brie
Loisy-en-Brie is een gemeente in het Franse departement Marne (regio Grand Est) en telt 181 inwoners (2004). De plaats maakt deel uit van het arrondissement Epernay.

## Geografie
De oppervlakte van Loisy-en-Brie bedraagt 15,1 km², de bevolkingsdichtheid is 12,0 inwoners per km².
De onderstaande kaart toont de ligging van Loisy-en-Brie met de belangrijkste infrastructuur en aangrenzende gemeenten.

## Demografie
Onderstaande figuur toont het verloop van het inwonertal (bron: INSEE-tellingen).